# سرقة شعرية
 السرقة  عند الشعراء وتسمّى  الأخذ  أيضا هو أن ينسب الشاعر شعر الآخرين أو مضمونه إلى نفسه. وللتهانوي قول في بيان السرقة والأخذ.